# Бразильсько-російські відносини
Російсько-бразильські відносини є традиційно тісними, відносини характеризуються співробітництвом у торгових, військових і технологічних галузях. Бразилія є важливим партнером Російської Федерації із загальними інтересами в космічній технології, військовій техніці, технології зв'язку й інших сегментах.
Бразилія — перша держава Латинської Америки, з якою Росія встановила дипломатичні відносини, з огляду на те, що Бразилія була тоді монархією.
Згідно з опитуванням 2012 р. Pew Global Attitudes Project, 27 % бразильців ставляться до Росії позитивно, 56 % — негативно. Опитування BBC World Service показало, що 25 % бразильців ставляться до Росії позитивно, 30 % — негативно.

## Історія
Під час холодної війни Бразилія, як і більшість західних країн, мала нейтрально-прохолодну позицію стосовно Радянського Союзу. Відносини між двома державами були обмежені комерційною торгівлею й угодами щодо співпраці в галузях мінімальної важливості. Після розпаду Радянського Союзу і подальшого формування Російської Федерації відносини між двома країнами потеплішали та привели до підписання «Російсько-бразильського договору зі співпраці» 2 листопада 1997 р.

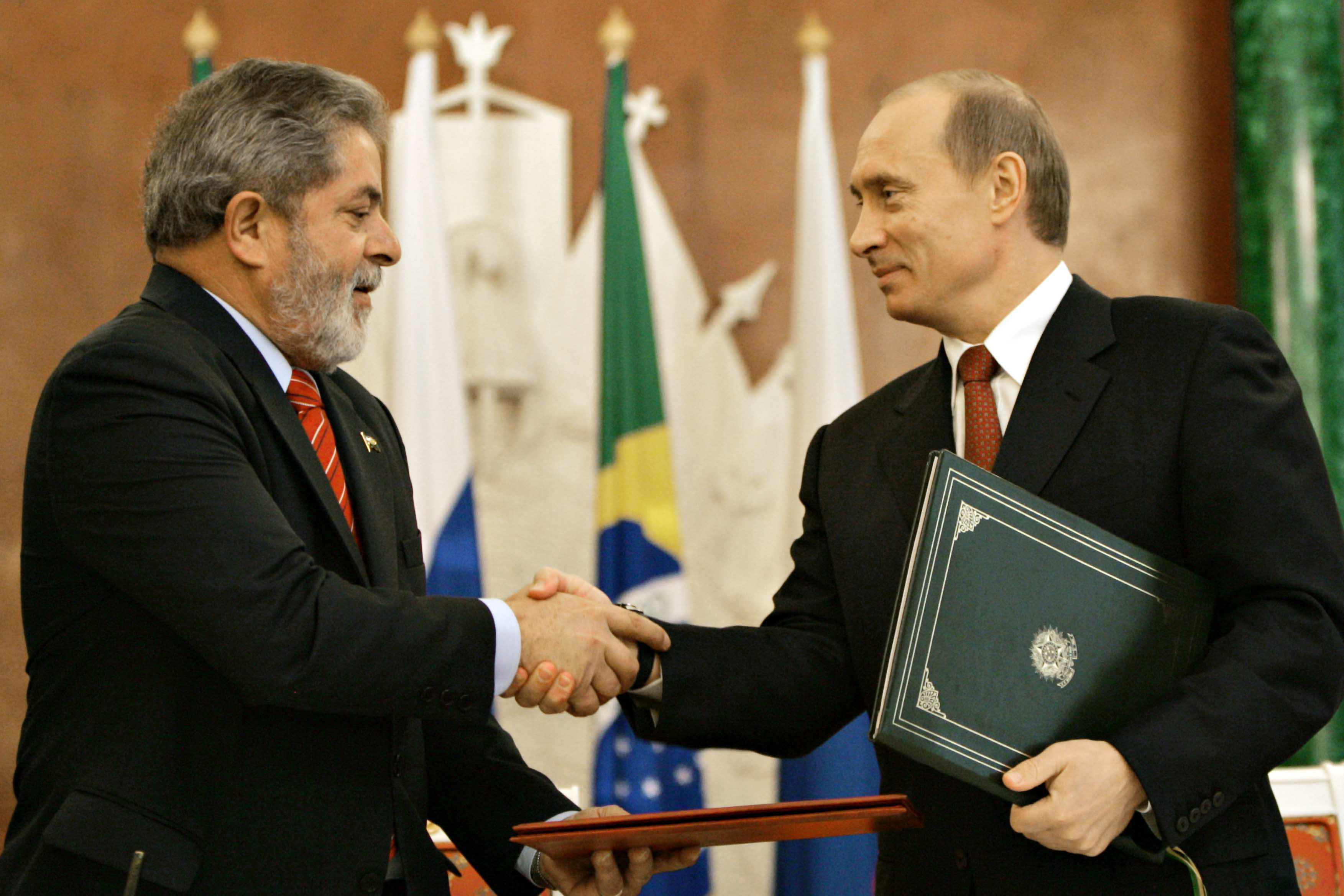
Президенти Росії та Бразилії підписують «Російсько-бразильський стратегічний союз» 18 жовтня 2005 р.

У 2001 р. комітет, очолюваний колишнім віцепрезидентом Бразилії Марко Масіелом і прем'єр-міністром Росії Михайлом Касьяновим, зробив кілька довгострокових двосторонніх договорів, починаючи стратегічне партнерство між двома країнами та створюючи «Російсько-бразильську урядову комісію».
Продовжуючи в цьому руслі, сьогоднішній віце-президент Бразилії Жозе Аленкар відвідав Москву у вересні 2003 р. для зустрічі з президентом Російської Федерації Володимиром Путіним і з членами його кабінету. Країни підписали «Російсько-бразильський пакт з військової технології і поставок» — важливу угоду в галузях космічної технології, протиракетної оборони, поставках зброї.
На запрошення президента Бразилії Луїса Інасіу да Сілви Володимир Путін зробив офіційний візит до Бразилії 22 листопада 2004.
18 жовтня 2005 р., під час офіційного візиту бразильського президента до Москви, да Сілва і Путін підписали двосторонній «Російсько-бразильський стратегічний союз». Також підписано угоду, що дозволило першому бразильському космонавту Маркусу Понтісу полетіти в космос на борту космічного корабля «Союз».
26 листопада 2008 р. президент Дмитро Медведєв перебував з візитом у Бразилії, де підписав угоди про військово-технічне співробітництво та відмову від візових вимог при короткострокових поїздках громадян Російської Федерації та громадян Федеративної Республіки Бразилія.

## Російсько-бразильська комісія високого рівня зі співробітництва
Комісія створена в 1997 р. Вона включає:
- міжурядову російсько-бразильську комісію з торгівельно-економічного та науково-технічного співробітництва;
- комісію з політичних питань (Політкомісія).

Четверте засідання Комісії відбулося в 2006 р. П'яте проведено 17 травня 2011 року під головуванням прем'єр-міністра РФ Володимира Путіна і віцепрезидента Бразилії Мішела Темера.